# Cordulia aenea
Cordulia aenea es una especie de libélula de la familia Corduliidae.

## Descripción
Es de color verde metálico y bronce, y su tórax está recubierto de finos pelos, de ahí su nombre. Posee ojos verdes brillantes. Los adultos miden alrededor de 5 cm de longitud y vuelan de mayo a julio cada año.

## Hábitat
Esta especie vive en bosques cercanos a lagos y estanques; al igual que otras libélulas, pone huevos en el agua y sus larvas son acuáticas. Se distribuye por la mayor parte de Europa. Todavía se pueden encontrar densas poblaciones en su hábitat ideal.